# Epeolus amabilis
Epeolus amabilis är en biart som beskrevs av Carl Eduard Adolph Gerstäcker 1869. Epeolus amabilis ingår i släktet filtbin, och familjen långtungebin. Inga underarter finns listade i Catalogue of Life.